# Ary (Rapper)
Ary ist ein deutscher Rapper aus Iserlohn.

## Leben
Ary begann 2021 Musik als eine Art Tagebuch zu verwenden. Er wurde mit seinem Song Du liebst mich auch bekannt, einer gefühlvollen Piano-Ballade. Diese ging über TikTok viral, kurz darauf wurde er bei Good Kid Records unter Vertrag genommen.
Im Juli 2022 veröffentlichte er zusammen mit dem 2022 als Newcomer gecharteten Rapper Liaze den Song Ticket nach Ketama. Die beiden Künstler sind langjährige Freunde. Der Song erreichte in den deutschen Singlecharts die Top 20 und in Österreich und der Schweiz die Top 40.

## Diskografie
Singles
- 2021: Karma
- 2021: Offenbarung
- 2022: Du liebst mich auch
- 2022: FürDieE’s (mit Liaze)
- 2022: Noch eine Nacht
- 2022: Ticket nach Ketama (mit Liaze)
- 2022: Du & ich (#3 der deutschen Single-Trend-Charts am 16. September 2022[5])
- 2022: Egal was passiert
- 2023: Du liebst mich auch (Part II) (mit Florentina)
- 2023: Kind
- 2023: Kamera
- 2023: Palmen in Malibu
- 2023: Omuzumda (mit Noah)